# 長尾泰希
長尾 泰希（ながお やすき）は、日テレイベンツ代表取締役会長。元日本テレビ放送網スポーツプロデューサー。

## 経歴
同局では主にスポーツ番組を担当していた。2004年に行われた「JOCオリンピックファミリーゴルフ」に出場したことがあり、10人中8位という成績だった。2006年7月頃、担当番組の一部を新にチーフプロデューサーに昇格した、黒岩直樹に引き継いだ。
その後BS日本に出向し、営業編成部長、2008年7月1日付でBS日本編成制作センター長を歴任。2008年12月1日付で日テレに戻り2010年7月1日付でスポーツ局次長兼スポーツ局CPとなる。また、同日付でスポーツ企画推進部は廃止になった。2011年7月1日付でCP兼務を解いた。CP業務は、大山昌作が引き継いだ。
2013年6月1日付で昇任。2014年11月7日付でスポーツ局長。今村司がNPBエンタープライズ社長に就任したためスポーツ事業推進部長兼務となった。2015年6月1日付でスポーツ事業推進部長兼務を解かれた。
2017年、日テレイベンツ代表取締役会長就任。

## 担当番組
- 新春スポーツスペシャル箱根駅伝
- スポんちゅ
- 大スポんちゅ
- スポーツうるぐす
- sports weekly HERO
- (秘)ひらめ筋
- ひらめ筋GOLD
- スポーツMAX
- 徳光&所のスポーツえらい人グランプリ
- 徳光&所の世界記録工場
- オーストラリア大陸縦断!激闘3000キロ ウルトラストロングゲーム
- Going!Sports&News
- 中居正広の7番勝負!超一流アスリートVS芸能人どっちが勝つの?SP
- 24時間テレビ 「愛は地球を救う」（制作、2014年 - 2016年）